# Список головних тренерів «Зірка» (Кропивницький)

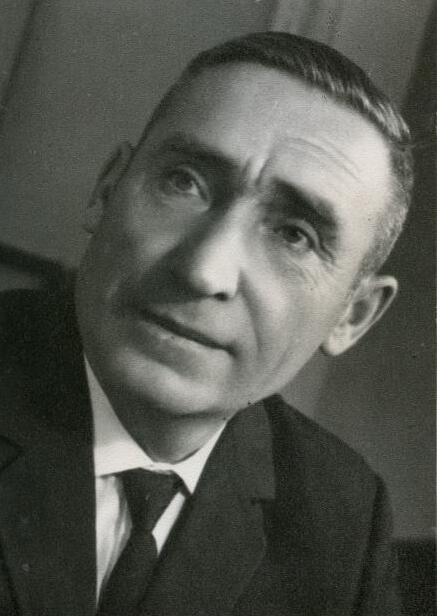
Микола Заворотний

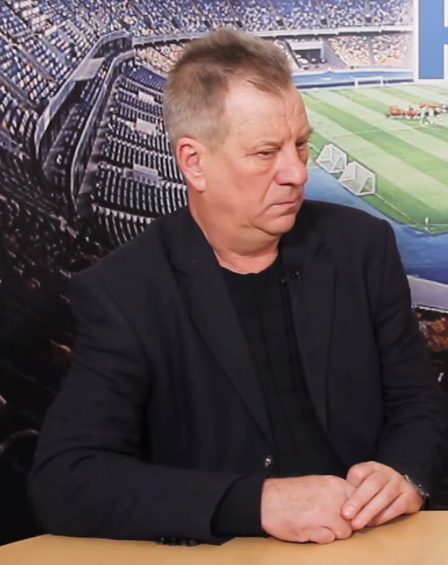
Олександр Іщенко

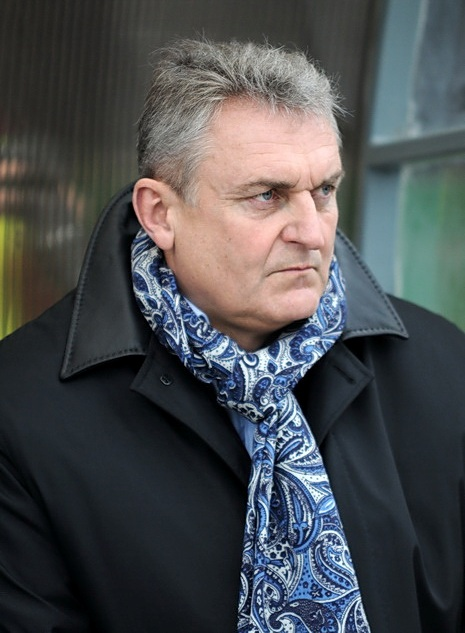
Юрій Коваль

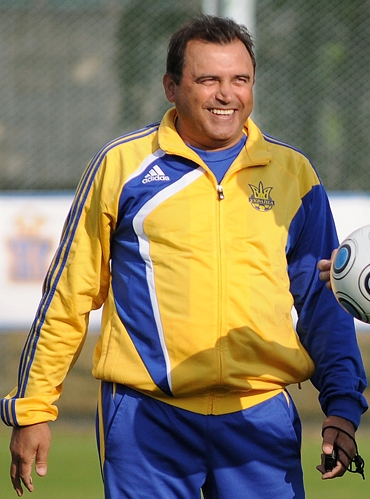
Вадим Євтушенко

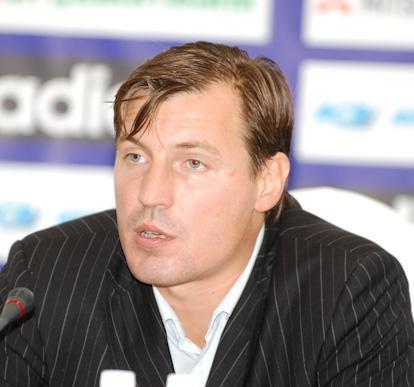
Ілля Близнюк

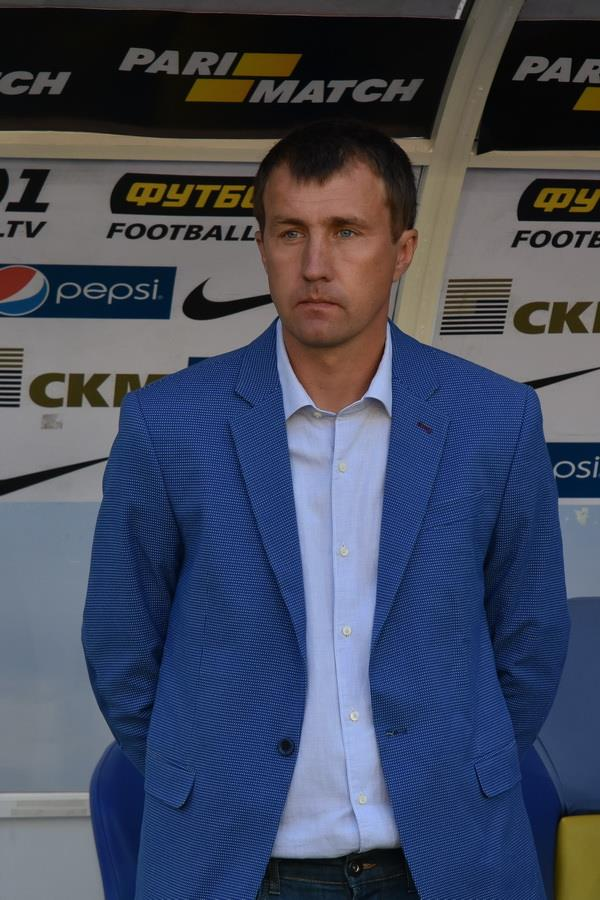
Сергій Лавриненко

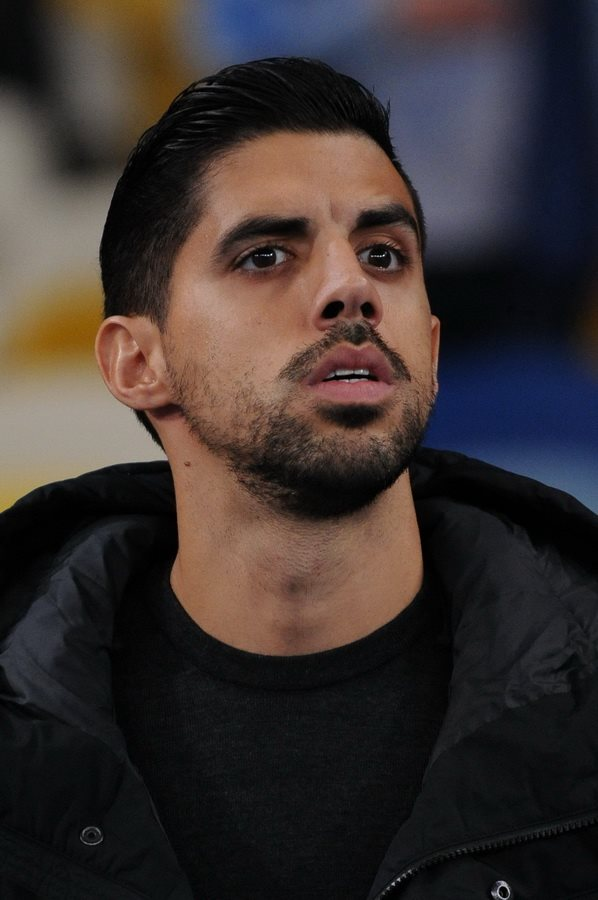
Даріо Друді

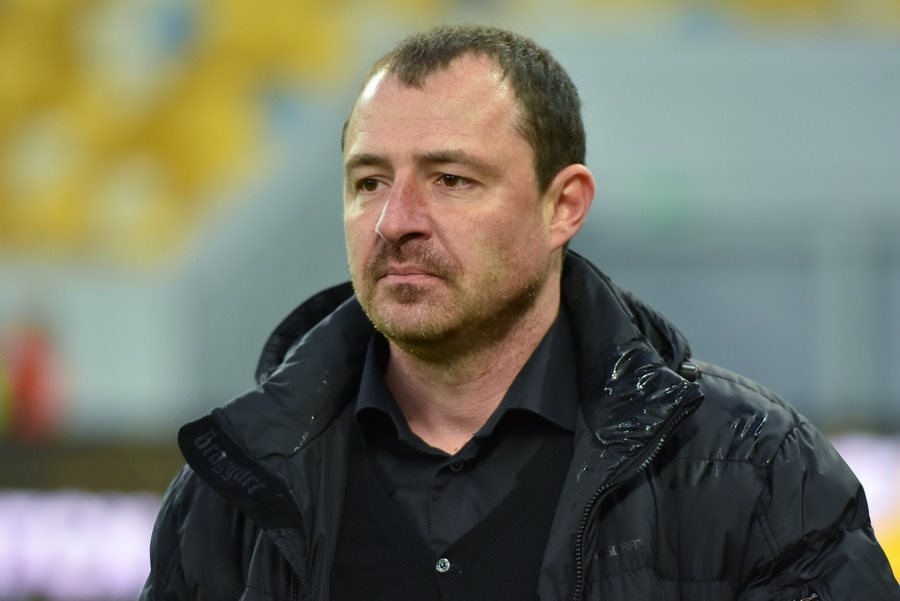
Роман Монарьов

Нижче наведений список головних тренерів футбольного клубу «Зірка» (Кропивницький) та їх головних досягнень з 1911 року по теперішній час. У змаганнях команд-майстрів з клубом працювало 48 головних тренерів (з урахуванням фахівців, які виконують обов'язки наставника).
Найбільша кількість матчів на посту головного тренера клубу провів Олексій Расторгуєв, який керував командою з 1975 по 1981 рік. В період проведення чемпіонатів незалежної України найдовше тренував «Зірку» Олександр Іщенко, який також є науспішнішим на цій посаді: Іщенку вдалося вивести клуб з другої ліги України у вищу та двічі довести команду до півфіналу Кубка України.
На даний час посаду головного тренера клубу займає Самір Гасанов.

## Список тренерів
Інформація станом на 20 червня 2018 року. У статистику включені лише офіційні матчі.
Курсивом виділено виконуючих обов'язки головного тренера
| Ім'я                 | Громадянство | Початок роботи    | Завершення роботи | Іг  | В   | Н   | П   | % В   | Досягнення                                                              | Прим.       |
| -------------------- | ------------ | ----------------- | ----------------- | --- | --- | --- | --- | ----- | ----------------------------------------------------------------------- | ----------- |
| Микола Заворотний    | СРСР         | 1953              | 1957              | КФК | КФК | КФК | КФК | КФК   | Кубок УРСР (1953)                                                       | [ 1 ] [ 2 ] |
| Дмитро Алімов        | СРСР         | 1958              | 1958              | ?   | ?   | ?   | ?   | ?     | —                                                                       | [ 2 ]       |
| Станіслав Леута      | СРСР         | 1958              | 1958              | 33  | 9   | 5   | 19  | 27,27 | —                                                                       | [ 1 ] [ 2 ] |
| Євген Горянський     | СРСР         | 1959              | 1960              | 95  | 38  | 25  | 32  | 40,00 | —                                                                       | [ 1 ] [ 2 ] |
| Володимир Гребер     | СРСР         | 1961              | 1961              | ?   | ?   | ?   | ?   | ?     | —                                                                       | [ 2 ]       |
| Григорій Дуганов     | СРСР         | 1961              | 1962              | 40  | 22  | 8   | 10  | 55,00 | —                                                                       | [ 1 ] [ 2 ] |
| Володимир Добриков   | СРСР         | 1963              | 1963              | 41  | 23  | 7   | 11  | 56,10 | —                                                                       | [ 1 ] [ 2 ] |
| Віктор Жилін         | СРСР         | 1963              | 1964              | 42  | 21  | 8   | 13  | 50,00 | —                                                                       | [ 1 ] [ 2 ] |
| Віктор Жильцов       | СРСР         | 1965              | 1965              | ?   | ?   | ?   | ?   | ?     | —                                                                       | [ 2 ]       |
| Олексій Яблочкін     | СРСР         | 1966              | 1966              | 35  | 5   | 15  | 15  | 14,29 | —                                                                       | [ 1 ] [ 2 ] |
| Геннадій Рудинський  | СРСР         | 1966              | 1966              | 35  | 5   | 15  | 15  | 14,29 | —                                                                       | [ 1 ] [ 2 ] |
| Йосип Ліфшиць        | СРСР         | 1966              | 1967              | 40  | 18  | 7   | 15  | 45,00 | —                                                                       | [ 1 ] [ 2 ] |
| Анатолій Архипов     | СРСР         | 1968              | 1968              | 41  | 19  | 15  | 7   | 46,34 | —                                                                       | [ 1 ] [ 2 ] |
| Абрам Лерман         | СРСР         | 1969              | 1969              | 43  | 20  | 11  | 12  | 46,51 | —                                                                       | [ 1 ] [ 2 ] |
| Володимир Добриков   | СРСР         | 1970              | 1970              | 43  | 19  | 9   | 15  | 44,19 | —                                                                       | [ 1 ] [ 2 ] |
| Віктор Третяков      | СРСР         | 1971              | 1972              | 97  | 34  | 35  | 28  | 35,05 | —                                                                       | [ 1 ] [ 2 ] |
| Віктор Жилін         | СРСР         | 1973              | 1973              | 49  | 21  | 10  | 18  | 42,86 | Кубок УРСР (1973)                                                       | [ 1 ] [ 2 ] |
| Олександр Гулевський | СРСР         | 1974              | 1974              | ?   | ?   | ?   | ?   | ?     | —                                                                       | [ 2 ]       |
| Борис Петров         | СРСР         | 1974              | 1974              | 40  | 11  | 10  | 19  | 27,50 | —                                                                       | [ 1 ] [ 2 ] |
| Олексій Расторгуєв   | СРСР         | 1975              | 1981              | 303 | 125 | 91  | 87  | 41,25 | Кубок УРСР (1975)                                                       | [ 1 ] [ 2 ] |
| Юрій Махно           | СРСР         | січня 1982        | червня 1982       | 21  | 9   | 3   | 9   | 42,86 | —                                                                       | [ 1 ] [ 2 ] |
| Валерій Самохін      | СРСР         | червня 1982       | грудня 1983       | 17  | 1   | 5   | 11  | 05,88 | —                                                                       | [ 1 ] [ 2 ] |
| Юрій Горожанкін      | СРСР         | січня 1984        | липня 1986        | 104 | 39  | 23  | 42  | 37,50 | —                                                                       | [ 1 ] [ 2 ] |
| Борис Петров         | СРСР         | липня 1986        | грудня 1986       | ?   | ?   | ?   | ?   | ?     | —                                                                       | [ 2 ]       |
| Володимир Спірідонов | СРСР         | січня 1987        | червня 1987       | 26  | 6   | 6   | 14  | 23,08 | —                                                                       | [ 1 ] [ 2 ] |
| Віктор Квасов        | СРСР         | червня 1987       | червня 1987       | ?   | ?   | ?   | ?   | ?     | —                                                                       | [ 2 ]       |
| Григорій Іщенко      | СРСР         | червня 1987       | грудня 1987       | 34  | 10  | 9   | 15  | 29,41 | —                                                                       | [ 1 ] [ 2 ] |
| Іштван Шандор        | СРСР         | січня 1988        | липня 1989        | 82  | 23  | 27  | 32  | 28,05 | —                                                                       | [ 1 ] [ 2 ] |
| Олексій Кацман       | СРСР         | липня 1989        | жовтня 1990       | 63  | 17  | 13  | 33  | 26,98 | —                                                                       | [ 1 ] [ 2 ] |
| Микола Латиш         | СРСР         | жовтня 1990       | квітня 1991       | 16  | 3   | 4   | 9   | 18,75 | —                                                                       | [ 1 ] [ 2 ] |
| Юрій Горожанкін      | СРСР         | квітня 1991       | грудня 1991       | 47  | 11  | 11  | 25  | 23,40 | —                                                                       | [ 1 ] [ 2 ] |
| Микола Федоренко     | Україна      | січня 1992        | 26 вересня 1993   | 62  | 30  | 15  | 17  | 48,39 | —                                                                       | [ 1 ] [ 2 ] |
| Михайло Калита       | Україна      | жовтня 1993       | жовтня 1993       | 6   | 2   | 1   | 3   | 33,33 | —                                                                       | [ 1 ] [ 2 ] |
| Валерій Самофалов    | Україна      | жовтня 1993       | листопада 1993    | 12  | 5   | 2   | 5   | 41,67 | —                                                                       | [ 1 ] [ 2 ] |
| Михайло Калита       | Україна      | листопада 1993    | листопада 1993    | ?   | ?   | ?   | ?   | ?     | —                                                                       | [ 2 ]       |
| Олександр Іщенко     | Україна      | листопада 1993    | 23 квітня 1997    | 135 | 76  | 25  | 34  | 56,30 | Бронзовий призер другої ліги (1993/94) Переможець першої ліги (1994/95) | [ 1 ] [ 2 ] |
| Михайло Калита       | Україна      | травня 1997       | травня 1997       | 5   | 0   | 1   | 4   | 00.00 | —                                                                       | [ 1 ] [ 2 ] |
| Олександр Довбій     | Україна      | травня 1997       | 4 червня 1998     | 37  | 9   | 8   | 20  | 24,32 | —                                                                       | [ 1 ] [ 2 ] |
| Сергій Страшненко    | Україна      | червня 1998       | червня 1998       | 4   | 0   | 1   | 3   | 00.00 | —                                                                       | [ 1 ] [ 2 ] |
| Олександр Іщенко     | Україна      | 14 червня 1998    | 15 травня 2000    | 67  | 14  | 18  | 35  | 20,90 | Півфінал Кубка України (1998/99, 1999/00)                               | [ 1 ] [ 2 ] |
| Юрій Коваль          | Україна      | 21 травня 2000    | червня 2004       | 142 | 47  | 38  | 57  | 33,10 | Переможець першої ліги (2002/03)                                        | [ 1 ] [ 2 ] |
| Вадим Даренко        | Україна      | липня 2004        | грудня 2004       | 14  | 5   | 3   | 6   | 35,71 | —                                                                       | [ 1 ] [ 2 ] |
| Віталій Винокуров    | Україна      | січня 2005        | квітня 2005       | ?   | ?   | ?   | ?   | ?     | —                                                                       | [ 2 ]       |
| Володимир Шаран      | Україна      | квітня 2005       | червня 2005       | 13  | 2   | 3   | 8   | 15,38 | —                                                                       | [ 1 ] [ 2 ] |
| Олександр Мизенко    | Україна      | липня 2005        | серпня 2005       | 4   | 1   | 1   | 2   | 25,00 | —                                                                       | [ 1 ] [ 2 ] |
| Валерій Повстенко    | Україна      | серпня 2005       | червня 2006       | 29  | 11  | 4   | 14  | 37,93 | —                                                                       | [ 1 ] [ 2 ] |
| Ігор Жабченко        | Україна      | 12 липня 2008     | 24 червня 2010    | 71  | 35  | 16  | 20  | 49,30 | Переможець другої ліги (2008/09)                                        | [ 1 ] [ 2 ] |
| Олександр Дериберін  | Україна      | 1 липня 2010      | 29 вересня 2010   | 13  | 1   | 1   | 11  | 07,69 | —                                                                       | [ 1 ] [ 2 ] |
| Анатолій Бузник      | Україна      | 29 вересня 2010   | 22 серпня 2011    | 29  | 14  | 7   | 8   | 48,28 | —                                                                       | [ 1 ] [ 2 ] |
| Ігор Жабченко        | Україна      | 22 серпня 2011    | 9 листопада 2011  | 14  | 2   | 3   | 9   | 14,29 | —                                                                       | [ 1 ] [ 2 ] |
| Андрій Антонов       | Україна      | 9 листопада 2011  | 8 грудня 2011     | 2   | 1   | 1   | 0   | 50,00 | —                                                                       | [ 1 ] [ 2 ] |
| Вадим Євтушенко      | Україна      | 9 грудня 2011     | 6 червня 2012     | 13  | 8   | 1   | 4   | 61,54 | —                                                                       | [ 1 ] [ 2 ] |
| Ілля Близнюк         | Україна      | 8 червня 2012     | 3 червня 2013     | 33  | 13  | 11  | 9   | 39,39 | —                                                                       | [ 1 ] [ 2 ] |
| Самір Гасанов        | Україна      | 4 червня 2013     | 21 червня 2013    | 4   | 2   | 0   | 2   | 50,00 | —                                                                       | [ 1 ] [ 2 ] |
| Микола Федоренко     | Україна      | 21 червня 2013    | 7 квітня 2014     | 24  | 8   | 6   | 10  | 33,33 | —                                                                       | [ 1 ] [ 2 ] |
| Анатолій Бузник      | Україна      | 9 квітня 2014     | 20 жовтня 2014    | 22  | 8   | 6   | 8   | 36,36 | —                                                                       | [ 1 ] [ 2 ] |
| Самір Гасанов        | Україна      | 20 жовтня 2014    | 13 листопада 2014 | 3   | 1   | 0   | 2   | 33,33 | —                                                                       | [ 1 ] [ 2 ] |
| Самір Гасанов        | Україна      | 13 листопада 2014 | 19 серпня 2016    | 51  | 30  | 11  | 10  | 58,82 | Переможець першої ліги (2015/16)                                        | [ 1 ] [ 2 ] |
| Даріо Друді          | Аргентина    | 19 серпня 2016    | 15 листопада 2016 | 11  | 3   | 1   | 7   | 27,27 | —                                                                       | [ 1 ] [ 2 ] |
| Роман Монарьов       | Україна      | 15 листопада 2016 | 6 червня 2018     | 53  | 13  | 16  | 24  | 24,53 | —                                                                       | [ 1 ] [ 2 ] |
| Андрій Горбань       | Україна      | 20 червня 2018    | 16 лютого 2019    | 19  | 2   | 1   | 16  | 10,53 | —                                                                       | [ 1 ] [ 2 ] |
| Самір Гасанов        | Україна      | 2019              |                   | Ам. | Ам. | Ам. | Ам. | Ам.   | —                                                                       | [ 1 ] [ 2 ] |

### Команетарі
1. ↑   Станом на 29 серпня 2019 року
2. ↑  Дані потребують уточнення, оскільки відсутні точні дати деяких матчів або зміни тренера